# Otto Kuntze
Otto Carl Ernst Kuntze (23 de juny de, 1843 - 1907) va ser un botànic alemany, que va néixer a Leipzig.
Era farmacèutic. De 1863 a 1866 treballà com a comerciant a Berlín i viatjà per l'Europa Central i Itàlia. De 1868 a 1873 tenia la seva pròpia fàbrica d'olis essencials. Entre 1874 i 1876 va viatjar pel món: arribant al Japó i la Xina entre altres llocs. Va publicar el diari d'aquests viatges (1881). Es va doctorar el 1878 a Freiburg amb una monografia sobre el gènere Cinchona.
Edità la col·lecció botànica dels seu viatge pel món amb 7.700 espècimens. El seu tractat en 3 volums Revisio Generum Plantarum (1891) va ser àmpliament rebutjat o ignorat deliberadament.
El 1886, Kuntze visità l'est de Rússia i passà el període 1887–88 a les Illes Canàries. A principi de la dècada de 1890 anà a Amèrica del Sud. El 1894 visità el sud d'Àfrica i les colònies alemanyes del continent. Al final de la seva vida es va estar a Sanremo (Itàlia).
Les seves revolucionàries idees sobre nomenclatura botànica crearen un cisma en els conjunts de les Regles de la Nomenclatura Botànica, el cisma no es va resoldre fins a 1930.

## Articles biogràfics
- Barnhart, John Hendley. «Otto Kuntze». A: Bulletin of the Charleston Museum. 9, 1913, p. 65–68.
- Urban, Ignaz (en llatí) Symbolae Antillanae, 3, 1902, p. 70..
- Hemsley, W. B.. «Dr. Otto Kuntze». A: Kew Bulletin of Miscellaneous Information, 1907, p. 100–101.
- Stafleu, Frans A. «Kuntze, Carl Ernst Otto». A: Dictionary of Scientific Biography. 15, 1978, p. 268–69.
- Zanoni, TA. «I. Biography, Bibliography and Travels». A: , 1980, p. 551–71. «Otto Kuntze, Botanist».